# سوزان مكينيس
سوزان مكينيس هي لاعبة كرلنغ كندية، ولدت في 18 يونيو 1963 في تشارلوت تاون في كندا.